# هلندی در هفت درس
هلندی در هفت درس (انگلیسی: Dutch in Seven Lessons) فیلمی محصول سال ۱۹۴۸ است. از بازیگران آن می‌توان به آدری هپبورن اشاره کرد.